# Jean Baptiste Antoine Suard
Jean Baptiste Antoine Suard (Besançon, 15 januari 1732 – Parijs, 20 juli 1817) was een Frans journalist, essayist en vertaler van het Engels naar het Frans. Hij is ook bekend onder zijn pseudoniem Desfontaines of met zijn initialen ADF. 
Niettegenstaande het uitbreken van de Franse Revolutie (1789) en zijn gevolgen, bleef Suard een monarchist, namelijk een aanhanger van het Huis Bourbon.

## Levensloop
Zijn vader was Edme Suard, een secretaris aan de universiteit van Besançon, en zijn moeder was Charlotte Deschambaux. 
In zijn jeugdjaren was hij betrokken bij een duel waarbij een officier, neef van de minister van Oorlog, werd neergeschoten. Suard was ofwel getuige ofwel de schutter, alnaargelang de bronnen. Suard werd veroordeeld tot gevangenschap op het Île Sainte-Marguerite. Hij werd na achttien maanden cel vrijgelaten. Hij was twintig jaar oud toen hij in Parijs aankwam. 
Suard werd opgenomen in de kring van Marie Thérèse Rodet Geoffrin, een bekende salonnière (1742). Daar leerde hij priester Raynal kennen, die in de verdere loop van zijn leven zijn mentor in Parijs was. Raynal verschafte hem als privéleraar toegang tot nog andere kringen van vooraanstaande Parijzenaars. In 1754 gaf Suard voor het eerst de Journal étranger uit, tezamen met priester-journalist Arnaud, Antoine-François Prévost en Pierre-Jean-Baptiste Gerbier, een advocaat. Met Arnaud gaven ze met hun tweeën de krant verder uit. Vanaf 1764 heette de krant Gazette littéraire de l’Europe.
Door zijn kennis van de Engelse literatuur vertaalde hij ook stukken naar het Frans. Hij publiceerde brieven en essays.
Vanaf 1762 werd Suard als journalist gevraagd om stukken te schrijven voor de Gazette de France, de spreekbuis van het regerende Huis Bourbon. Hertog de Choiseul bracht hem en Arnaud onder bij het journalistenteam. Suards inkomsten stegen aanzienlijk tot 10.000 livre per jaar. In 1766 huwde hij met Amélie Panckoucke, zus van de uitgever Charles-Joseph Panckoucke (1736-1798). Hij en zijn echtgenote organiseerden ook zelf literaire salonavonden met vooraanstaande Parijzenaars. In 1771 verloor Suard zijn post bij de Gazette de France. Jean le Rond d'Alembert, een encyclopedist, hielp hem met een overbruggingskrediet.
Een jaar later, in 1772 werd Suard verkozen tot lid van de Académie française, op zetel n° 26. Koning Lodewijk XV weigerde deze verkiezing. Twee jaar later kreeg hij dan toch de Fauteuil n° 26; Lodewijk XV benoemde hem gelijktijdig tot verantwoordelijke van de theatercensuur (1774). Zijn vrouw organiseerde verder literaire salons op dinsdag en zaterdag.
Bij het uitbreken van de Franse Revolutie stopten de werkzaamheden van de Académie française. Suard schreef replieken op de aanvallen van Nicolas Chamfort. Suard bleef een aanhanger van het Huis Bourbon. Suard verloor vrij snel zijn post van theatorcensor (1790).
Tijdens het Terreurbewind werd de situatie te benard in Parijs voor het echtpaar Suard. Ze trokken zich terug in hun huis in Fontenay-aux-Roses. Markies Nicolas de Condorcet wilde ook in het huis wonen, doch door een misverstand werd hij buiten gehouden. De markies werd opgepakt en pleegde zelfmoord. Suard vluchtte naar Duitsland waar hij een drietal jaren woonde. Pas in 1799 vond hij zijn vrouw terug in Frankfurt en ze leefden nog een jaar in Ansbach.
In 1800 nam hij deel aan het comité om de Académie française te herstarten. Lucien Bonaparte nam de leiding. Suard werd benoemd tot Permanente secretaris van de Académie française, dat een benoeming voor het leven was. Hij werd corresponderend lid van de Akademie der Wissenschaften in Göttingen (1805) en van de Bayerische Akademie der Wissenschaften in München (1808). Tevens werkte hij als journalist bij Le Publiciste, le Journal de Paris en Le Journal des Indépendants.
Bij de terugkeer van het Huis Bourbon, reeds in 1814, ontplooide Suard zijn plannen voor de uitsluiting van een aantal leden uit de Académie française. Dit werd uitgevoerd in 1816: enkele bonapartisten onder wie Lucien Bonaparte verloren hun zetel en edellieden en Roomse geestelijken namen hun plek in. 
Suard stierf in 1817 en werd begraven op het kerkhof Cimetière du Père-Lachaise. Zijn vrouw publiceerde nadien zijn memoires (1820).